# Borislava Lilić
Borislava Antić Lilić (1946—2010) bila je srpska istoričarka.
Osnovnu školu i srednju školu završila je u Pirotu, a studije istorije na Filozofskom fakultetu Univerziteta u Beogradu, gde je 1990. magistrirala sa tezom "Piroćanci u ratovima 1912—1918." Doktorsku disertaciju "Pirot 1804—1918." odbranila je 1994. na istom Univerzitetu. Bila je u stalnom radnom odnosu na Institutu za savremenu istoriju u Beogradu u zvanju naučnog savetnika. Izabrana je za redovnog profesora Istorije naroda Balkana XIX i XX veka na katedri za istoriju Filozofskog fakulteta Univerziteta u Nišu, gde je radila od 2000—2005. Selektivna bibliografija radova objavljena je u bibliografiji Instituta za savremenu istoriju 1995 – 2000; poseban otisak Istorija XX veka.

## Karijera
Borislava Lilić bavila se pretežno istorijom srpskog naroda u XIX i XX veku. Njena bibliografija broji preko 200 bibliografskih jedinica. Pored brojnih priznanja, za svoj istraživački rad dobila je 1989. godine Septembarsku plaketu, najviše opštinsko priznanje koje dodeljuje Skupština Opštine Pirot, a povodom Dana oslobođenja nagradu „za izuzetne rezultate na polju nauke.“ Njena biografija i bibliografija objavljene su u Enciklopediji srpske istoriografije (1997). Sveti Arhijerijski Sinod Srpske pravoslavne crkve je, u znak priznanja za veliki trud i doprinos dat na polju proučavanja značajnih događaja srpskog naroda i Srpske pravoslavne crkve, odlikovao Ordenom Svetog Save drugog stepena, povodom 120. godišnjice oslobođenja od Turaka. Povodom Savindana 2000. godine nagrađena je najvišim priznanjem SO Pirot, Vukovom nagradom. Povodom 125 godina oslobođenja od Turaka, dobila je nagradu Oslobođenje grada „28 decembar“ i Plakatu sa zlatnom medaljom SO Pirot. Odlukom Ministarstva nauke i životne sredine Republike Srbije 2004. dobila je nagradu za izuzetne rezultate u naučnim projektima i naučno – istraživačkoj delatnosti.
Januara 2005. Skupština grada Niša dodelila joj je najvišu Nagradu oslobođenja grada Niša „11 januar“ za „izuzetne zasluge i dostignuća od velikog značaja za afirmaciju grada Niša u oblasti istraživanja istorije srpskog naroda, posebno jugoistočne Srbije čija je osnovna karakteristika etnička, duhovna i istorijska povezanost Srba Ponišavlja i Pomoravlja sa Kosovsko – Metohijskom Starom Srbijom.“
Objavila je veći broj rasprava i priloga u Pirotskom Zborniku, Vranjskom Glasniku, Leskovačkom Zborniku, Niškom Zborniku, Zbornicama SANU (Glas istorijskog odeljenja SANU, Balkanica, Vardarski Zbornik, Kosovsko – Metohijski Zbornik, Zbornice Istorijskog Instituta), Zborniku Vojnoistorijskog Instituta za noviju istoriju, Instituta za savremenu istoriju i Saveza udruženja ratnika oslobodilačkih ratova Srbije 1912 – 1920. godine, Svetosavskom Zborniku Srpske pravoslavne crkve, Glasniku SPC, časopisu Bratstvo, Društva Svetog Save, International Journal for Urban Ecology, Etudes Balkaniques BAN – Sofia, Balkan Studies, Univerzitet u Sofiji „Sveti Kliment Ohridski“, Journal Serbian Studies, Washington USA.
Odlukom Ministarstva za nauku i tehnologiju Republike Srbije, 1995. dobila je zvanje naučni saradnik, 1998. zvanje viši naučni saradnik, a 1999. zvanje naučni savetnik.

## Bibliografija
- Kosovski boj i Pirot u turskim istorijskim izvorima, Pirot 1989, 1-44;
- Piroćanci u ratovima 1912-1918. Beograd 1989. 1-223;
- Svetosavlje i svetosavske proslave u Pirotu, Pirot 199. 1-83;
- Лилић, Борислава (1993). „Бугарска егзархија у Нишавској епархији”. Лесковачки зборник (33): 181—187.
- The Methoch in Pirot, Pirot 1994, (sa tekstom i na srpskom jeziku), 1-78;
- The Greek Soldiers Cemetery in Pirot, the long way there is a short way home, Pirot 1994. ( sa tekstom i na srpskom jeziku);
- Istorija Pirota i okoline I-II (1804—1918), Pirot 1994, 1-620;
- Iz prošlosti Pirota, Pirot 1995, 1-228;
- Iz prošlosti jugoistočne Srbije, Pirot 1997, 1-269;
- Metosi Nišavske Eparhije, Pirot1996, 1-62;
- Metosi Nišavske i Niške Eparhije, Pirot 1996, 1-70;
- The Chosen Works, Pirot 1998, 1-200;
- Odanost Srba Nišavljana veri i tradiciji, Niš, 1998. 1-150;
- Prošlost stare Srbije, kn. 1, Iz istorije srpskog naroda, Beograd 1999. 1-240;
- Prošlost stare Srbije, knj. 2, Iz istorije srpskog naroda, Beograd 2000, 1-2000, 1-210;
- Iz prošlosti srpsko-bugarskih odnosa, Beograd 1999, 1-80;
- Odanost Srba veri i tradiciji (povodom 2000 godina hrišćanstva), Niš, 2000, 1-170;
- Pirot-vekovi sačuvani za budućnost – Pirot centuries for the future, SO Pirot 2001. 1-60;
- Prošlost stare Srbije, knj. 3, Iz istorije srpskog naroda, Beograd 2001, 1-166;
- 50 godina Pekarskog preduzeća „Blagoje Kostić-Crni Marko“ , Pirot 2003, 1-82;
- Prošloststare Srbije, knj. 4, Iz istorije srpskog naroda, Beograd, 2004, 1-164;
- Jugoistočna Srbija u periodu srpske nacionalne revolucije 1804-1878, I-II, Projekat centra za naučna istraživanja SANU i Univerziteta u Nišu, Beograd-Niš 2002, 1-560;
- Odanost Srba veri i tradiciji, Niš 2005, 1-170 (treće izdanje);
- Jugoistočna Srbija 1878-1918, Projekat Instituta za savremenu istoriju koji finansira Miinistarstvo za nauku i zaštitu životne sredine Republike Srbije, Beograd 2006. 1-572;
- Znamenite ličnosti srpske nauke i kulture, Beograd 2007, 1-190;
- Iz prošlosti jugoistočne Srbije u vreme srpsko-turskih ratova 1876-1878), Bela Palanka-Beograd, 1-168.

### Štampa, predgovori i napomene
- Pirot i okolina u spisima savremenika od XV do početka XX veka, Pirot 1994, 1-248;
- Svetislav Petrović, Istorija grada Pirota, Pirot 1996, 1-84;
- Todor Popović, Blede uspomene mog života, Pirot 1996,1-146;
- Todor Stanković, Uspomene, Pirot 1996, 1-235;
- Fotije Stanojević, Pirot i pirotske prilike, Pirot 1996, 1-60;
- Radosav P. Marković, Pobuna Srba protiv Turaka u Niškom Pomoravlju 1841, Pirot, 1966, 1-52;
- Svetozar Nikolić Garička, Dnevnik, Pirot 1996, 1-43; Viden Tošić, Uspomene, Pirot 1996, 1-58;
- Stanimir Lilić, Piroćanci u ratnim pričama, Pirot 1996, 1-70;
- Drugi srpsko-turski rat 1877/78. i oslobođenje krajeva jugoistočne Srbije;
- Istorijska građa povodom 10. godišnjice 1877/1997, Pirot 1998; 1-460;
- Pirot i okolina u sećanjima savremenika za vreme Drugog srpsko-turskog rata 1877/78;
- 120. godina oslobođenja od Turaka, Pirot 1998, 1-204;
- Memoari srpskih ratnika, Beograd 1998, 1-104;
- Uspomene srpskih ratnika (1912—1918) Beograd 2005, 1-124.